# フィリピンタマネギ危機
2022年後半のフィリピンにおいて、赤たまねぎおよび白たまねぎの価格が大幅に上昇した。12月には1キログラム当たり700フィリピン・ペソと史上最高値を記録し、密輸する人々も現れた。

## 背景
フィリピン料理においてたまねぎはガーリックとともに必需であり、多くの料理で土台として使われている。9月から12月間の雨が多い季節に育てられる作物であり、収穫期は早ければ12月に始まり、6月に終わる。フィリピンは1か月に平均で17000トンのたまねぎを消費するが、2022年8月にはフィリピン当局がたまねぎ及びガーリックの不足を予測した。 
なお、2021年の1キロ当たりの赤たまねぎの価格は90から120フィリピンペソを推移していた。

## 原因
フィリピン農業省がたまねぎの需要と供給を的確に見積もることができなかったため、輸入の遅れが生じ不足につながったとされる。また、フィリピンは2022年に相次いで大型の台風の被害を受けていた。

## 対応
2023年1月、農業大臣を兼務する大統領ボンボン・マルコスは21060トンのたまねぎの輸入を承認し、第1便が同月23日に到着した。農業省はこの輸入について「一時的な打開策」ではあるがフィリピンのインフレーションを抑え、野菜の価格を安定させるものになるだろうと述べた。